# Marija Brabantska
Marija Brabantska (francosko Marie de Brabant) je bila kot druga žena Filipa III. Francoskega od leta 1274 do 1285 kraljica žena Francije, * 13. maj 1254, Leuven, † 12. januar 1322, Pariz.
Rojena je bila v Leuvenu kot hčerka Henrika III., vojvode Brabantskega, in Adelajde Burgundske.

## Kraljica
Z ovdovelim Filipom III. se je poročila 21. avgusta 1274. Filip je imel s prvo ženo Izabelo Aragonsko tri sinove: Ludvika, Filipa in Karla.
Filip je bil pod velikim vplivom svoje matere Margarete Provansalske in priliznjenega kirurga in komornika Pierra de la Brocea. Ker ni bila Francozinja, je na francoskem dvoru izstopala. Leta 1276 je Marijin pastorek Ludvik umrl v sumljivih okoliščinah in Marijo so osumili, da ga je naročila zastrupiti. Osumljen je bil tudi La Broce, bil kmalu zatem aretiran in kasneje zaradi umora usmrčen.

## Kraljca vdova
Po smrti Filipa III. leta 1285 je Marija izgubila del svojega političnega vpliva in svoje življenje posvetila njunim trem otrokom: Ludviku,  Blanche in Margareti. Njen pastorek Filip IV. je bil 6. januarja 1286 v Reimsu okronan za francoskega kralja.
Marija je skupaj  z Ivano I. Navarsko in Blanche Artoiško  leta 1294 z Edmundom Grbastim, mlajšim bratom Edvarda I. Angleškega, izpogajala mir med Francijo in Anglijo.

## Smrt
Marija je preživela vladavino Filipa IV. in vse svoje otroke. Umrla je leta 1322, stara 67 let, v samostanu v Les Mureaux blizu Meulana, kamor se je umaknila leta 1316. Pokopana ni bila v kraljevi nekropoli bazilike Saint-Denis, ampak v samostanu Cordeliers v Parizu.  Cerkev je v požaru leta 1580 pogoreala in bila v naslednjih nekaj letih obnovljena.